# Babe 2 - den kække gris kommer til byen
Babe 2 – den kække gris kommer til byen (originaltitel Babe: Pig in the City) er en australsk familiefilm fra 1998, instrueret af George Miller.
Grisen Babe kommer, i denne efterfølger til filmen Babe - den kække gris, til storbyen med "Chefens kone" og møder en masse nye venner og får en mængde spændende oplevelser i tilgift.
Filmen kan både ses på originalsproget (engelsk) med bl.a. Magda Szubanski og stemmer af Elizabeth Daily, Adam Goldberg, James Cosmo og Glenne Headly, og på dansk med stemmer af Vibeke Hastrup, Kirsten Cenius, Peter Zhelder, Kurt Ravn, Stig Hoffmeyer og Kirsten Lehfeldt.